# Ификъл
Ификъл (Ἰφικλῆς) в древногръцката митология е името на три различни личности:
1. Братът-близнак на Херакъл (Херкулес). И двамата са синове на Алкмена и са родени едновременно, но Ификъл е син на съпруга ѝ Амфитрион, а Херакъл е син на Зевс. Баща е на приятеля на Херакъл – Йолай.
2. Син на Тестий, един от аргонавтите, и участник в лова на Калидонския глиган, където е убит от Мелеагър.
3. Тесалиец, син на Филак, баща на Протесилай и Подарк.